# Albrecht Tasche
Albrecht Karl Wilhelm Tasche (* 29. Februar 1872 in Grastrup; † 19. März 1951 in Detmold) war ein deutscher Jurist und Landrat.

## Leben
Als Sohn eines Gutsbesitzers geboren, ging Tasche auf das Gymnasium in Lemgo. Seinen Militärdienst leistete er in Leipzig beim 8. Infanterie-Regiment „Prinz Johann Georg“ Nr. 107 der Sächsischen Armee ab und wurde anschließend zur Reserve entlassen. Er studierte Rechtswissenschaften in Leipzig, Freiburg im Breisgau und Göttingen. Während seines Studiums wurde er 1894 Mitglied des Turnerschaft Normannia Leipzig (seit 1907 Burschenschaft Normannia Leipzig) und 1895 der Turnerschaft Markomannia Freiburg. Sein juristisches Staatsexamen legte er 1897 bei der Fürstlich Lippischen Regierung ab.
1897 ging er ans Amtsgericht Lage und wurde in Folge Referendar beim Oberlandesgericht Celle und am Landgericht Detmold (1899). 1902 wurde er Gerichtsassessor und war als Rechtsanwalt in Lage tätig. Tasche wurde Vorsitzender des Lippischen Zieglergewerbe- und allgemeinen Gewerbevereins. 1910 wurde er Amtsrichter am Amtsgericht Lemgo.
Seit Juni 1907 Oberleutnant der Reserve wurde Tasche zu Beginn des Ersten Weltkriegs zum Reserve-Infanterie-Regiment Nr. 107 eingezogen. Er avancierte zum Hauptmann und nahm als Bataillonsführer Ende Januar 1915 an der Winterschlacht in der Champagne teil. Dort besetzte sein Bataillon eine Hauptkampfstellung bei Riport im Abschnitt des VIII. Reserve-Korps. Durch tägliches feindliches Artilleriefeuer war seine Stellung und die sich davor befindlichen Drahthindernisse zerstört. Dennoch gelang es Tasche mit seinen unterstellten Soldaten an den Großkampftagen 16. und 17. sowie am 23. Februar 1915 die Angriff der feindlichen Truppen abzuwehren. Während der Kämpfe wurde er schwer verwundet und kam ins Lazarett nach Lemgo. Nachdem er das Eiserne Kreuz II. Klasse erhalten hatte, wurde er am 21. März 1915 mit dem Ritterkreuz des Militär-St.-Heinrichs-Ordens beliehen.
Nach seiner Gesundung kehrte Tasche nach Leipzig zu seinem Regiment zurück. 1918 wurde er Landrat und erster Beamter des Verwaltungsamts Brake. Nach seinem Ausscheiden aus dem Staatsdienst 1920 war Tasche als Pächter auf Gut Stapelage tätig.

## Ehrungen
- Denkmünze anlässlich der Beendigung des lippischen Erbfolgestreits
- 1915: Fürstlich-lippisches Kriegsverdienstkreuz
- 1916: Fürstlich-lippisches Kriegsehrenkreuz für heldenmütige Tat

## Veröffentlichungen
- Das Lippische Höferecht. Lage (Lippe) 1909.